# 前田和也 (サッカー選手)
前田 和也（まえだ かずや、1984年1月8日 - ）は、栃木県佐野市出身の元サッカー選手、サッカー指導者。
ポジションは、MF、DF。ボランチを本職とするが、センターバックやサイドバックもこなした。

## 来歴
小学1年生の時にサッカーを始める。1999年に佐野日大高校に進学。3年時にはU-18日本代表に選出された。
2002年にJリーグ（J1）・FC東京に入団。同年4月6日の市原戦でリーグ戦デビューを果たし、その後も少しずつプレー時間を延ばしていったが、初の先発出場となった翌5月の清水戦で緊張からミスを連発。以降、公式戦での出場機会を得られず、12月からポルトガルの強豪FCポルトに3ヶ月間の留学をすることになった。ポルトの外国籍枠に空きが無く、トップチームには登録されなかったが、激しい守備と素早いパス裁きを磨いた。
2003年10月、降格危機 にあったJFL・佐川印刷SC（現：SP京都FC）へ期限付き移籍。J1からの「助っ人」として戦う中で精神的にも向上。会社業務も経験した。シーズン終了後復帰。
2004年に入り、本格的にサイドバックに挑戦。同年7月の柏戦において、FC東京では2年2ヶ月ぶりにメンバー入りし、右SBで出場すると 自身のクロスからPKを獲得した。翌8月の清水戦では初のJ1リーグ戦でのフル出場を果たし、身体の強さを生かした守備と、果敢な攻撃参加を見せた。2005年にはトゥーロン国際大会に臨むU-21日本代表に選出された。また、2004年からはFC東京での選手会長を任され、Jリーグ選手協会の支部代表、支部長、副支部長を務めていた。
2006年6月、出場機会を得るため J2・モンテディオ山形に完全移籍。2007年限りで契約満了により山形を退団し、Jリーグ合同トライアウトに参加。
2008年、地元栃木県で関東1部に所属する日立栃木ウーヴァSC（現・栃木シティFC）へ移籍。2009年の全国地域決勝大会で準優勝に入り、JFL昇格に貢献。攻守の要であり、主将も務めていた。2012年限りでの現役引退を栃木U公式サイト上で発表していたが、自身のブログでこれを撤回し、現役続行を表明した。
2013年をもって現役を引退し、翌2014年より栃木ウーヴァFCのコーチに就任。2015年より同クラブの監督に就任すると発表された。
しかし年間順位が最下位となり、1年で監督としての契約が満了となりヘッドコーチに配置転換した。2017年2月、栃木Uのヘッドコーチを退任し、ジュニアユースのスタッフに就任した。

## 所属クラブ
- 旗川クラブ (佐野市立旗川小学校)[1]
- 佐野市立西中学校[1]
- 1999年 - 2001年 佐野日本大学高等学校
- 2002年 - 2006年6月  FC東京
  - 2002年12月-2003年3月  FCポルト (短期留学)
  - 2003年10月 - 12月  佐川印刷SC (期限付き移籍)
- 2006年6月 - 2007年  モンテディオ山形
- 2008年 - 2013年  日立栃木ウーヴァSC / 栃木ウーヴァFC

## 個人成績
| 国内大会個人成績 | 国内大会個人成績 | 国内大会個人成績 | 国内大会個人成績 | 国内大会個人成績                         | 国内大会個人成績 | 国内大会個人成績 | 国内大会個人成績 | 国内大会個人成績 | 国内大会個人成績 | 国内大会個人成績 | 国内大会個人成績 |
| 年度             | クラブ           | 背番号           | リーグ           | リーグ戦                                 | リーグ戦         | リーグ杯         | リーグ杯         | オープン杯       | オープン杯       | 期間通算         | 期間通算         |
| 年度             | クラブ           | 背番号           | リーグ           | 出場                                     | 得点             | 出場             | 得点             | 出場             | 得点             | 出場             | 得点             |
| 日本             | 日本             | 日本             | 日本             | リーグ戦                                 | リーグ戦         | リーグ杯         | リーグ杯         | 天皇杯           | 天皇杯           | 期間通算         | 期間通算         |
| ---------------- | ---------------- | ---------------- | ---------------- | ---------------------------------------- | ---------------- | ---------------- | ---------------- | ---------------- | ---------------- | ---------------- | ---------------- |
| 2002             | FC東京           | 29               | J1               | 1                                        | 0                | 3                | 0                | 0                | 0                | 4                | 0                |
| 2003             | FC東京           | 29               | J1               | 0                                        | 0                | 0                | 0                | -                | -                | 0                | 0                |
| 2003             | 佐川印刷         | 25               | JFL              | 8                                        | 1                | -                | -                | -                | -                | 8                | 1                |
| 2004             | FC東京           | 29               | J1               | 1                                        | 0                | 2                | 0                | 1                | 0                | 4                | 0                |
| 2005             | FC東京           | 29               | J1               | 2                                        | 0                | 0                | 0                | 0                | 0                | 2                | 0                |
| 2006             | FC東京           | 29               | J1               | 0                                        | 0                | 0                | 0                | -                | -                | 0                | 0                |
| 2006             | 山形             | 30               | J2               | 9                                        | 0                | -                | -                | 1                | 0                | 10               | 0                |
| 2007             | 山形             | 15               | J2               | 4                                        | 0                | -                | -                | 0                | 0                | 4                | 0                |
| 2008             | 日立栃木         | 13               | 関東1部          |                                          |                  | -                | -                | 3                | 1                |                  |                  |
| 2009             | 日立栃木         | 13               | 関東1部          |                                          |                  | -                | -                | -                | -                |                  |                  |
| 2010             | 栃木U            | 13               | JFL              | 34                                       | 3                | -                | -                | 1                | 0                | 35               | 3                |
| 2011             | 栃木U            | 13               | JFL              | 30                                       | 0                | -                | -                | 2                | 0                | 32               | 0                |
| 2012             | 栃木U            | 13               | JFL              | 17                                       | 1                | -                | -                | -                | -                | 17               | 1                |
| 2013             | 栃木U            | 13               | JFL              | 1                                        | 1                | -                | -                | 0                | 0                | 1                | 1                |
| 通算             | 日本             | 日本             | J1               | 4                                        | 0                | 5                | 0                | 1                | 0                | 10               | 0                |
| 通算             | 日本             | 日本             | J2               | 13                                       | 0                | -                | -                | 1                | 0                | 14               | 0                |
| 通算             | 日本             | 日本             | JFL              | 90                                       | 6                | -                | -                | 3                | 0                | 93               | 6                |
| 通算             | 日本             | 日本             | 関東1部          | \|\|\|\|colspan="2"\|-\|\|3\|\|1\|\|\|\| |                  |                  |                  |                  |                  |                  |                  |
| 総通算           | 総通算           | 総通算           | 総通算           | \|\|\|\|\|\|\|\|\|\|\|\|\|\|             |                  |                  |                  |                  |                  |                  |                  |

その他の公式戦
- 2008年
  - 第32回全国地域サッカーリーグ決勝大会 - 3試合0得点
- 2009年
  - 第45回全国社会人サッカー選手権大会 - 3試合1得点
  - 第33回全国地域サッカーリーグ決勝大会 - 5試合2得点

出場歴
- 2002年4月6日：J1初出場 - J1 1st第5節 vsジェフユナイテッド市原 (国立)
- 2003年10月5日：日本フットボールリーグ初出場・初得点 - JFL後期第5節 vs愛媛FC (佐川守山)
- 2006年7月29日：J2初出場 - J2 第31節 vsヴィッセル神戸 (山形県)

## 代表・選抜歴
- 栃木県選抜
  - 2001年 - 第56回国民体育大会・サッカー少年男子[4][6]
  - 2009年 - 第64回国民体育大会・サッカー成年男子 (4試合1得点)
- U-18日本代表
  - 2001年 - 国際ユースサッカーin新潟[4][6]
- U-21日本代表
  - 2005年 - トゥーロン国際大会[18][6]

## 指導歴
- ミズノフットサルプラザ みかもサッカースクールコーチ[2]
- 2014年 - 栃木ウーヴァFC
  - 2014年 コーチ
  - 2015年  監督
  - 2016年  ヘッドコーチ
- 2017年 - 2019年　栃木ウーヴァFCジュニアユース

## 監督成績
| 年度 | クラブ | 所属 | リーグ戦 | リーグ戦 | リーグ戦 | リーグ戦 | リーグ戦 | リーグ戦 | カップ戦   | カップ戦 |
| 年度 | クラブ | 所属 | 順位     | 勝点     | 試合     | 勝       | 分       | 敗       | ナビスコ杯 | 天皇杯   |
| ---- | ------ | ---- | -------- | -------- | -------- | -------- | -------- | -------- | ---------- | -------- |
| 2015 | 栃木U  | JFL  | 16位     | 19       | 30       | 5        | 4        | 21       | -          | 1回戦    |
| 通算 | 通算   | 通算 | -        | -        | 30       | 5        | 4        | 21       | -          | -        |